# Edmund Bonner
Edmund Bonner (Hanley, 1500 circa – Marshalsea, 5 settembre 1569) è stato un vescovo cattolico britannico.

## Biografia
Inizialmente fu una figura di rilievo nell'ambito del grande scisma promosso da Enrico VIII d'Inghilterra contro la Chiesa cattolica; in seguito divenne un avversario delle riforme di matrice protestante introdotte nel paese da Edward Seymour, I duca di Somerset. Di fede cattolica nel senso di fedeltà al tradizionale Credo ma per lungo tempo ostile al ruolo del Papa (il cosiddetto Episcopalismo, ossia che è l'insieme dei vescovi a governare la Chiesa) il vescovo Bonner si riconciliò con papa Giulio III e rientrò nella Chiesa cattolica all'epoca di Maria I.
Il vescovo divenne noto con il soprannome di "Bonner il Sanguinario" (Bloody Bonner), a causa del suo coinvolgimento nelle persecuzioni che si scatenarono contro eretici e protestanti durante il breve regno di Maria I d'Inghilterra.
Morì da prigioniero nel 1569, sotto il regno di Elisabetta I d'Inghilterra.

## Genealogia episcopale e successione apostolica
La genealogia episcopale è:
- Vescovo Stephen Gardiner
- Vescovo Edmund Bonner

La successione apostolica è:
- Vescovo Thomas Thirlby (1540)
- Vescovo John White (1554)
- Vescovo James Brooks (1554)
- Vescovo Maurice Griffith (1554)
- Vescovo Gilbert Bourne (1554)
- Vescovo Henry Morgan (1554)
- Vescovo George Coates (1554)
- Vescovo John Hopton, O.P. (1554)
- Vescovo John Holyman (1554)
- Vescovo Ralph Baines (1554)
- Vescovo William Glyn (1555)
- Vescovo James Turberville (1555)
- Arcivescovo Hugh Curwen (1555)
- Vescovo John Christopherson (1557)